# Ashot III de Armenia
Ashot III Olormadz fue rey de Armenia del 953 al 977.
Al iniciar su reinado los bizantinos estaban en expansión en la zona del Tigris. La frontera en el 960 pasaba por Arsamosata o Shimshat, Romanópolis (al otra lado de Melitene), Karkaron, Samosata (Sumaisat, ocupada hacia noviembre del 958), Behesni, Kokusos (Goksun), Comana y Podandos (Bozanti) y se habían creado themes en los territorios reconquistados de Mesopotamia, Anzitene, Likandos, Melitene, Samosata y Cilicia occidental (Selefke).
A partir del 958 se acabó la disidencia de las iglesias de Siunia y Aghuania. Se reunió un Sínodo en Kapan (Siunia). Vahan o Vahanik de Vahanuvanq, hijo del príncipe Djevansher de Balk (que en 967 sería el patriarca de Armenia), fue nombrado obispo de la iglesia de Siunia, con sede en Tatev. En Aghuania Ananian nombró Catholicos a David de Khotakerats, también fiel a la iglesia armenia.
La reina Khosrovanush fundó algunos monasterios (Sanahin y Halbat) en territorio de los Sevordiq (961 y 967).
Ashot se hizo coronar en la ciudad de Ani el año 961 y concedió a su hermano, Mushel, la región de Kars (Vanand) que había sido la capital de su padre, como feudo, con el título de rey (961 o 962).
En 962, según las fuentes armenias un tal Hamdan, un antiguo general del califa Moti se sublevó contra este, y con sus fuerzas se apoderó de Altzniq pero murió a manos del rey de Armenia. En el 973 todavía dominaba en Amida o Diyarbakir. Es posible que sea una confusión con el emir Hamdánida de Mosul Nasir al-Dawla (929-968) o de Alepo, Saif al-Dawla (947-967), si bien ninguno de ellos murió en lucha contra los armenios. Fue en este año 962 cuanto el general bizantino Nicéforo Focas (después emperador) conquistó Anazarba y Sis y el paso de los Amanos, en Cilicia, que eran del emir Hamdanida de Alepo, y después (963) siguieron Marash, Duluk, Aintab y Menbidj y llegaron hasta las afueras de Alepo.Ya emperador Nicéforo conquistó Adana, Mopsuestia o Mamistra (965) y Tarso (16 de agosto de 965). Aun así Amida, Dara, Nisive y Mayyafariquin fueron amenazadas en los siguientes años. Cilicia fue repoblada con muchos armenios. 
Hacia 965 murió el patriarca Ananin. Se reunió un concilio en Shirakavan presidido por Hovhannes, patriarca de Aghuania y por el obispo de Siunia Vahanik (el pequeño Vahan) que finalmente fue elegido patriarca. Este tenía ciertas simpatías por las tesis calcedonianas y para ponerle fin el rey convocó un concilio en Ani. El patriarca se refugió en Vaspurakan y el concilio eligió a su lugar a Esteban de Sevan (Esteban III) que fue consagrado por el patriarca de Aghuania Hovhannes en el 969. El patriarca fue a Vaspurakan a pedir la adhesión de Vahanik, pero protegido por el rey de este país fue encarcelado y murió en el 971. En su lugar fue elegido Khatshik I de Arsharuniq, sobrino de Ananian. Vahanik murió algún tiempo después en Vaspurakan, cuanto ya Khatshik había sido generalmente reconocido.
En el 968 los bizantinos llegaron a Manazkert bajo la dirección del general Bardas Focas (sobrino del emperador Nicéforo Focas) y todavía en el 969 (29 de octubre de 969) conquistaron Antioquía. 
Hacia 969 el príncipe de Siunia Oriental, Sembat (963-997), quería ser rey. Estaba casado con Shahandkht, hija del rey de Aghuania, Sevada. Se alió con los emires de Tauris (Azerbaiyán) y de Arran y en 970 tomó el título real. Ashot III no tuvo ninguna reacción. 
En el 972 los bizantinos retomaron la ofensiva contra los Hamdánidas bajo la dirección del general de origen armenio Mleh. Este fue capturado cerca de Amida el 4 de julio del 973 y el emperador Juan Tzimisces fue personalmente a la zona. Los príncipes armenios temieron por su suerte y se agruparon en torno a Ashot III, empezando por Gurgen, su hijo, que había recibido el feudo de Tashir en Gugarq, con capital en Lori, y seguido por el rey de Kars, el de Siunia, el de Vaspurakan y otros. Reunieron un ejercido que se concentró en Harq entre Manazkert y Zernaq. Se envió una embajada al emperador que enseguida aseguró sus intenciones favorables a Armenia y se estableció una alianza formal. El emperador entró en Muş, capital del Taron, recientemente incorporada. Allí fue asediado por los montañeses de Sasun, hostiles a la anexión. El acuerdo con los armenios se mantuvo tras complicadas negociaciones. Finalmente el emperador bajó hacia Mesopotamia, incendió Mayyafarikin, y ocupó Diyarbakir y Nisive. Después regresó a Constantinopla para celebrar el triunfo. Volvió el año siguiente, y sometió Homs, ocupando Baalbek el 20 de mayo del 975.El emir de Damasco se rindió y el ejército llegó hasta Galilea.
Ashot III murió en  el 977. Le sucedió su hijo mayor Sembat II Tierezakal.